# Hugo Heermann

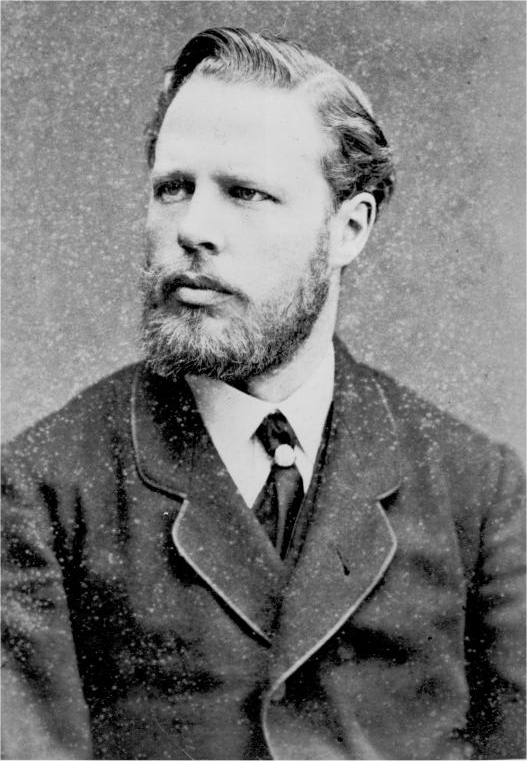
Hugo Heermann

Hugo Heermann, född 3 mars 1844 i Heilbronn, död 6 november 1935 i Merano, var en tysk violinist.
Heermann utbildade sig i Bryssel och Paris, blev 1865 konsertmästare i Frankfurt am Main och var 1878–1904 violinlärare vid Hochkonservatoriet där. Under konsertresor vann erkännande som violinist och spelade primviolinen i den av honom bildade, högt ansedda stråkkvartetten med Hugo Becker som cellist.